# Xã Dodge, Quận Guthrie, Iowa
Xã Dodge (tiếng Anh: Dodge Township) là một xã thuộc quận Guthrie, tiểu bang Iowa, Hoa Kỳ. Năm 2010, dân số của xã này là 519 người.